# Más (Alejandro Sanz)
Más è un album in studio del cantautore spagnolo Alejandro Sanz, pubblicato nel 1997.

## Tracce
1. Y, ¿si fuera ella? – 5:22
2. Ese último momento – 5:04
3. Corazón partío – 5:46
4. Siempre es de noche – 4:47
5. La margarita dijo no – 4:52
6. Hoy que no estás – 5:10
7. Un charquito de estrellas – 4:50
8. Amiga mía – 4:48
9. Si hay Dios... – 5:36
10. Aquello que me diste – 4:46